# The Pop Kids
«The Pop Kids» es el primer sencillo extraído de Super, el decimotercer álbum de la banda británica Pet Shop Boys. Fue lanzado en plataformas digitales el 16 de febrero de 2016. Un CD sencillo en formato físico fue lanzado el 18 de marzo de 2016. La canción fue interpretada en vivo en el The Graham Norton Show. En mayo de 2016 obtuvo la primera ubicación en el Billboard Dance Club Songs.

## Lista de canciones
| EP Digital |                                 |          |  |
| N.º        | Título                          | Duración |  |
| 1.         | «The Pop Kids» (Radio Edit)     | 3:39     |  |
| 2.         | «In Bits»                       | 3:32     |  |
| 3.         | «One-Hit Wonder»                | 3:20     |  |
| 4.         | «The Pop Kids» (PSB Deep Dub)   | 5:18     |  |
| 5.         | «The Pop Kids» (The Full Story) | 5:11     |  |

| EP Digital - (Remixes) |                                          |          |  |
| N.º                    | Título                                   | Duración |  |
| 1.                     | «The Pop Kids» (Offer Nissim Drama Mix)  | 6:31     |  |
| 2.                     | «The Pop Kids» (MK Dub Radio Edit)       | 3:34     |  |
| 3.                     | «The Pop Kids» (PSB Deep Dub Radio Edit) | 3:19     |  |
| 4.                     | «The Pop Kids» (MK Dub)                  | 7:17     |  |

## Posicionamiento en listas
| Lista (2016)                                | Mejor posición |
| ------------------------------------------- | -------------- |
| Bélgica (Valonia) (Ultratip Bubbling Under) | 44             |
| Escocia (Scottish Singles Chart)            | 63             |
| Estados Unidos (Hot Dance Club Songs)       | 1              |
| Francia (SNEP)                              | 138            |
| Reino Unido (The Official Charts Company)   | 128            |

### Sucesión en listas
| Anterior: «Work» de Rihanna con Drake | Billboard Dance Club Songs — Sencillo número uno 30 de abril de 2016 — 6 de mayo de 2016 | Siguiente: «If You Like It» de StoneBridge con Elsa Li Jones |